# Kochlöffel
Kochlöffel – niemiecka sieć barów szybkiej obsługi. Centrala firmy znajduje się w Lingen (Ems).

## Historia i charakterystyka
Pierwsza restauracja Kochlöffel została założona w Wilhelmshaven w 1961 roku, ale liczba lokali stale powiększała się. Serwowano głównie pieczeń, golonki z kapustą kiszoną, gulasz czy tzw. Blaue Zipfel.
Obecnie serwuje się głównie produkty typu fast food i finger food, w tym różne rodzaje mięsa z kurczaka, wieprzowiny i wołowiny, przystawki, dania wegetariańskie, napoje i desery. W Niemczech istnieje około 100 restauracji sieci Kochlöffel, gdzie rocznie obsługuje się 15 milionów klientów (stan na 2003 rok).
Od 1995 roku firma rozwija działalność poprzez franczyzę.
Słowo „Kochlöffel” oznacza kopyść, warząchew.

## conieco.
Conieco. jest siecią barów szybkiej obsługi, należąca do grupy Kochlöffel, a działającą w Polsce. Sieć istnieje od 1994 roku. Obecnie istnieje pięć restauracji tej sieci. Rocznie restauracje sieci conieco. odwiedza około 900 000 klientów.